# Getty Images
Getty Images is een Amerikaans bedrijf dat in 1995 werd opgericht door Mark Getty en Jonathan Klein. Het richt zich op stockfotografie en het onder licentie vrijgegeven van beeld- en videomateriaal. Het heeft een verzameling van meer dan 200 miljoen afbeeldingen en ongeveer 30.000 uur aan filmmateriaal, en concurreerde tot 2016 met Corbis voor het grootste beeld- en media-archief ter wereld.

## Beschrijving
Mark Getty en Jonathan Klein startten in 1995 het bedrijf Getty Investments LLC te Londen. In 1997 heette het Getty Communications, dat fuseerde met PhotoDisc om vanaf dat moment onder de naam Getty Images door te gaan. Het bedrijf verhuisde in 1999 naar Seattle in de Noord-Amerikaanse staat Washington, waar het verder ging uitbreiden. In 2003 werd een samenwerking gestart met Agence France-Presse (AFP) om elkaars foto's te promoten.
Het bedrijf is actief in drie bedrijfssegmenten: reclame/grafisch ontwerp, media (print en online publicaties) en zakelijke communicatie met andere bedrijven.
In 2008 werd bekendgemaakt dat Getty eigendom werd van investeringsmaatschappij Hellman & Friedman. Getty werd opnieuw te koop aangeboden in 2012, waar het werd overgenomen door de Carlyle Group voor een bedrag van $3,3 miljard dollar.
Het bedrijf concurreert al langer met Bill Gates' fotobureau Corbis. Begin 2016 verkocht Gates de Corbis-bibliotheek aan de Visual China Group. Getty nam de licentie van de beelddatabase buiten China over.

## Dochterfirma's
Getty nam in de loop der jaren meerdere fotobureaus over. Zo werd het Canadese iStock (voorheen iStockphoto) aangekocht in februari 2006 voor een bedrag van 50 miljoen Amerikaanse dollar. Ook Unsplash, een website voor het delen van stockfotografie, werd in 2021 eigendom van Getty Images. Andere overgenomen fotobureaus zijn onder meer Thinkstock, WireImage, FilmMagic, Photos.com en Image.net.